# Рів'єр-Верт (парафія, Нью-Брансвік)
Рів'єр-Верт (англ. Rivière-Verte) — парафія в Канаді, у провінції Нью-Брансвік, у складі графства Мадаваска.

## Населення
За даними перепису 2016 року, парафія нараховувала 711 осіб, показавши зростання на 3,6%, порівняно з 2011-м роком. Середня густина населення становила 1 осіб/км².
З офіційних мов обидвома одночасно володіли 255 жителів, тільки французькою — 455.
Працездатне населення становило 63,9% усього населення, рівень безробіття — 20% (26,7% серед чоловіків та 15% серед жінок). 92,9% осіб були найманими працівниками, а 3,5% — самозайнятими.
Середній дохід на особу становив $27 617 (медіана $26 320), при цьому для чоловіків — $29 425, а для жінок $25 363 (медіани — $30 176 та $22 272 відповідно).
25,6% мешканців мали закінчену шкільну освіту, не мали закінченої шкільної освіти — 45,1%, 29,3% мали післяшкільну освіту, з яких 17,9% мали диплом бакалавра, або вищий.
| Статево-вікова структура населення | Статево-вікова структура населення | Статево-вікова структура населення | Статево-вікова структура населення | Статево-вікова структура населення |
| ---------------------------------- | ---------------------------------- | ---------------------------------- | ---------------------------------- | ---------------------------------- |
|                                    |                                    |                                    |                                    |                                    |
| Всього                             | Всього                             | 52,1%47,9%                         |                                    |                                    |
| 0 — 14 років                       | 0 — 14 років                       |                                    | 15,4%                              | 15,4%                              |
| 15 — 64 років                      | 15 — 64 років                      |                                    | 68,5%                              | 68,5%                              |
| 65 і більше                        | 65 і більше                        |                                    | 16,1%                              | 16,1%                              |
| 85 і більше                        | 85 і більше                        |                                    | 0,7%                               | 0,7%                               |
| Середній вік (років)               | Середній вік (років)               | 44,941,4                           | 43,2                               | 43,2                               |
| Медіана (років)                    | Медіана (років)                    | 48,343,9                           | 47,1                               | 47,1                               |
| — чоловіки — жінки                 |                                    |                                    |                                    |                                    |

| Походження мешканців:     | Походження мешканців:     | Походження мешканців: | Походження мешканців: | Походження мешканців: |
| ------------------------- | ------------------------- | --------------------- | --------------------- | --------------------- |
| Походження                |                           |                       | осіб                  | %                     |
| Корінні американці        | Корінні американці        |                       | 30                    | 3.95%                 |
| Інше північноамериканське | Інше північноамериканське |                       | 625                   | 82.24%                |
| Європейське               | Європейське               |                       | 210                   | 27.63%                |
| британське                | британське                |                       | 55                    | 7.24%                 |
| французьке                | французьке                |                       | 200                   | 26.32%                |

| Зайнятість населення за галузями (за класифікацією NOC): | Зайнятість населення за галузями (за класифікацією NOC): | Зайнятість населення за галузями (за класифікацією NOC): | Зайнятість населення за галузями (за класифікацією NOC): | Зайнятість населення за галузями (за класифікацією NOC): |
| -------------------------------------------------------- | -------------------------------------------------------- | -------------------------------------------------------- | -------------------------------------------------------- | -------------------------------------------------------- |
|                                                          |                                                          |                                                          |                                                          |                                                          |
| Управління                                               | Управління                                               |                                                          | 2,4%                                                     | 2,4%                                                     |
| Бізнес, фінанси та адміністрування                       | Бізнес, фінанси та адміністрування                       |                                                          | 9,8%                                                     | 9,8%                                                     |
| Природничі та прикладні науки                            | Природничі та прикладні науки                            |                                                          | 3,7%                                                     | 3,7%                                                     |
| Охорона здоров'я                                         | Охорона здоров'я                                         |                                                          | 11%                                                      | 11%                                                      |
| Освіта, правозахист, муніципальні та урядові служби      | Освіта, правозахист, муніципальні та урядові служби      |                                                          | 9,8%                                                     | 9,8%                                                     |
| Роздрібна торгівля та послуги                            | Роздрібна торгівля та послуги                            |                                                          | 30,5%                                                    | 30,5%                                                    |
| Гуртова торгівля, транспорт та обладнання                | Гуртова торгівля, транспорт та обладнання                |                                                          | 14,6%                                                    | 14,6%                                                    |
| Природні ресурси, сільське господарство                  | Природні ресурси, сільське господарство                  |                                                          | 8,5%                                                     | 8,5%                                                     |
| Виробництво                                              | Виробництво                                              |                                                          | 9,8%                                                     | 9,8%                                                     |

## Клімат
Середня річна температура становить 3,2°C, середня максимальна – 22,1°C, а середня мінімальна – -20,8°C. Середня річна кількість опадів – 1 055 мм.
| Клімат поселення                              | Клімат поселення | Клімат поселення | Клімат поселення | Клімат поселення | Клімат поселення | Клімат поселення | Клімат поселення | Клімат поселення | Клімат поселення | Клімат поселення | Клімат поселення | Клімат поселення | Клімат поселення |
| Показник                                      | Січ.             | Лют.             | Бер.             | Квіт.            | Трав.            | Черв.            | Лип.             | Серп.            | Вер.             | Жовт.            | Лист.            | Груд.            |                  |
| Середній максимум, °C                         | −7,65            | −5,74            | 1,17             | 8,64             | 16,34            | 21,75            | 22,09            | 21,02            | 15,97            | 9,95             | 3,44             | −5,21            |                  |
| Середня температура, °C                       | −14,19           | −12,29           | −5,4             | 2,07             | 9,79             | 15,19            | 18,08            | 16,99            | 11,93            | 5,93             | −0,58            | −9,24            |                  |
| Середній мінімум, °C                          | −20,76           | −18,84           | −11,94           | −4,47            | 3,23             | 8,65             | 14,02            | 12,97            | 7,90             | 1,88             | −4,63            | −13,31           |                  |
| Норма опадів, мм                              | 86               | 68               | 69               | 67               | 86               | 88               | 109              | 102              | 92               | 94               | 94               | 100              |                  |
| Середньомісячна швидкість вітру, м/с          | 4.00             | 4.00             | 4.11             | 3.90             | 3.62             | 3.30             | 3.00             | 2.92             | 3.21             | 3.60             | 3.80             | 4.00             |                  |
| Середньомісячна сонячна радіація, кДж/м²·день | 5065             | 8406             | 12344            | 16019            | 18665            | 20376            | 19633            | 17216            | 12626            | 7699             | 4588             | 3810             |                  |
| --------------------------------------------- | ---------------- | ---------------- | ---------------- | ---------------- | ---------------- | ---------------- | ---------------- | ---------------- | ---------------- | ---------------- | ---------------- | ---------------- | ---------------- |
| Джерело:                                      |                  |                  |                  |                  |                  |                  |                  |                  |                  |                  |                  |                  |                  |